# Політ до Ріо
Політ до Ріо (англ. Flying Down to Rio) — музична комедія 1933 року за участю знаменитого дуету: Джинджер Роджерс — Фред Астер.
Це другий фільм для Фреда Астера і перший з 10-ти фільмів, в яких він знявся разом з Джинджер Роджерс.
Завдяки Фреду і Джинджер популярна в Ріо-де-Жанейро самба під назвою «Carioca», яку танцюють, притулившись лобами один до одного, стала відома всьому світу. У фільмі цей танець герої виконують на кришках декількох роялів, складених колом.

## Слоган
англ. «Musical romance staged in the clouds...»

## Сюжет
Роджер Бонд — великий дамський угодник і керівник танцювального оркестру «Янкі кліпер Бенд» був звільнений разом зі своїм колективом з престижного готелю в Маямі за танці з Беліндою Де Різенде — красивою дівчиною, дочкою бразильського мільйонера. Через деякий час невтомний Бонд домовляється з готелем в Ріо-де-Жанейро про гастролі свого оркестру.
Несподівано на пошті він зустрічає свою недавню партнерку з танців, і з'ясовується, що вона теж поспішає в Ріо до хворого батька. Молодий музикант запрошує дівчину долетіти до Ріо на своєму двомісному літаку, і красуня погоджується. Дівчина не знає, що її чекає попереду несподівана посадка на безлюдному острові, сварка з майбутнім нареченим і знайомство з незрівнянним танцюристом степу Фредом Айресом …

## Нагороди
Номінація на «Оскар» в 1934 році в категорії «Найкраща пісня» (музика — Вінсента Юманса, слова — Едварда Еліску, Гус Кан за пісню «Carioca»).

## У ролях
- Долорес дель Ріо — Белінда де Різенде
- Джин Раймонд — Роджер Бонд
- Рауль Рулін — Хуліо Рібейро
- Джинджер Роджерс — Хані Хейл
- Фред Астер — Фред Айрес
- Бланш Фредерічі — дена Елена де Різенде
- Волтер Вокер — сеньйор Карлос де Різенде
- Ета Мотен — співачка каріока
- Ерік Блор — містер Бутербрасс, менеджер готелю